# Jugoslavija na Svetovnem prvenstvu v hokeju na ledu 1967
Jugoslavija je na Svetovnem prvenstvu v hokeju na ledu 1967 B, ki je potekalo med 18. in 28. marcem 1967 v Avstriji, z dvema zmagama, tremi remiji in dvema porazoma osvojila četrto mesto.

## Postava
- Selektor: Vaclav Bubnik
- Igralci: Tone Gale, Rudi Knez, Viktor Ravnik – Ivo Jan, Ivo Ratej, Vlado Jug, Viktor Tišlar, Erzner, Franc Smolej, Slavko Beravs, Roman Smolej, Rudi Hiti, Boris Reno, Bogo Jan, Janez Mlakar, Franc Razinger, Mihajloviki

## Tekme
| 18. marec 1967 | Madžarska | 6 – 6 | Jugoslavija | Donauparkhalle, Dunaj |

| Poročilo tekme | Poročilo tekme                                                | Poročilo tekme  | Poročilo tekme                                                     | Poročilo tekme                    |
| -------------- | ------------------------------------------------------------- | --------------- | ------------------------------------------------------------------ | --------------------------------- |
| Začetek: 10:00 | Bikár 20 Horváth 42 Horváth 45 Bikár 46 Horváth 52 Horváth 57 | (1:2, 0:3, 5:1) | 03 Hiti 16 F. Smolej 24 Tišlar 29 F. Smolej 33 Tišlar 60 F. Smolej | Sodnika: Szeglin Sodnika: Wiczisk |

| 20. marec 1967 | Jugoslavija | 3 – 3 | Poljska | Donauparkhalle, Dunaj |

| Poročilo tekme | Poročilo tekme                      | Poročilo tekme  | Poročilo tekme                          | Poročilo tekme |
| -------------- | ----------------------------------- | --------------- | --------------------------------------- | -------------- |
| Začetek: 14:00 | R. Smolej 36 Mlakar 36 R. Smolej 50 | (0:2, 2:0, 1:1) | 18 Żurawski 20 Fryzliwicz 48 A. Fonfara |                |

| 21. marec 1967 | Avstrija | 3 – 8 | Jugoslavija | Donauparkhalle, Dunaj |

| Poročilo tekme | Poročilo tekme                           | Poročilo tekme  | Poročilo tekme                                                                              | Poročilo tekme                                  |
| -------------- | ---------------------------------------- | --------------- | ------------------------------------------------------------------------------------------- | ----------------------------------------------- |
| Začetek: 20:00 | Puschnig 07 E. Mössmer 09 Kirchbaumer 22 | (2:3, 1:3, 0:2) | 01 F. Smolej 16 R. Smolej 17 R. Smolej 23 B. Jan 31 Tišlar 39 B. Jan 47 Mlakar 58 F. Smolej | Gledalci: 2000 Sodnika: Keller Sodnika: Szeglin |

| 23. marec 1967 | Italija | 2 – 4 | Jugoslavija | Donauparkhalle, Dunaj |

| Poročilo tekme | Poročilo tekme           | Poročilo tekme  | Poročilo tekme                               | Poročilo tekme                                |
| -------------- | ------------------------ | --------------- | -------------------------------------------- | --------------------------------------------- |
| Začetek: 12:00 | A. Da Rin 25 Rabanser 38 | (0:2, 2:1, 0:1) | 03 R. Smolej 17 B. Jan 40 Ratej 59 R. Smolej | Gledalci: 1000 Sodnika: Keller Sodnika: Braun |

| 25. marec 1967 | Jugoslavija | 2 – 9 | Norveška | Donauparkhalle, Dunaj |

| Poročilo tekme | Poročilo tekme | Poročilo tekme | Poročilo tekme | Poročilo tekme |
| -------------- | -------------- | -------------- | -------------- | -------------- |
| Začetek: 17:00 |                | (0:4,1:2,1:3)  |                |                |

| 27. marec 1967 | Švica | 3 – 3 | Jugoslavija | Donauparkhalle, Dunaj |

| Poročilo tekme | Poročilo tekme | Poročilo tekme  | Poročilo tekme | Poročilo tekme |
| -------------- | -------------- | --------------- | -------------- | -------------- |
| Začetek: 20:00 |                | (1:2, 2:0, 0:1) |                |                |

| 28. marec 1967 | Romunija | 5 – 3 | Jugoslavija | Donauparkhalle, Dunaj |

| Poročilo tekme | Poročilo tekme                                    | Poročilo tekme  | Poročilo tekme              | Poročilo tekme                                   |
| -------------- | ------------------------------------------------- | --------------- | --------------------------- | ------------------------------------------------ |
| Začetek: 17:00 | Biró 12 Szabó Gy 19 Varga 25 Ştefanov 35 Szabó 42 | (2:0, 2:2, 1:1) | 32 Hiti 37 Smolej 43 Mlakar | Gledalci: 400 Sodnika: Sznetkov Sodnika: Korinek |